# Centro Social y Recreativo Español
El Centro Social y Recreativo Español, más conocido como Centro Español, es un club social y deportivo argentino, cuya sede social está ubicada en la calle Estanislao del Campo 989, del barrio Villa Sarmiento, dentro del partido de Morón en la provincia de Buenos Aires. Fue fundado el 24 de junio de 1934.
Participa en la Primera División C del fútbol argentino, la cuarta para los clubes directamente afiliados a la AFA.
El club no posee estadio habilitado, por lo que actualmente oficia de local en el Estadio Carlos Alberto Sacaan del Club Atlético Ituzaingó. Previamente ha utilizado el Estadio José María Moraños, propiedad del Club Atlético Lugano y el Estadio José Manuel Moreno, del Deportivo Merlo, entre otros.Su máxima rivalidad es con Puerto Nuevo.[cita requerida]
Desde su afiliación a la AFA en 1959, no disputó otro campeonato que no sea la Primera D y salió campeón.Pero también fue suspendido de su afiliación en cinco ocasiones.
Su primer título de AFA oficial lo obtuvo en 2011 con la Copa Integración que obtuvo la Sexta división de las divisiones juveniles C y D.
Participó además en varias ediciones de Copa Argentina, desde su reimplementación en 2011. En la edición 2012/13 le ganó en primera ronda a Cañuelas Fútbol Club y cayó en la segunda eliminatoria, por penales, frente a Estudiantes (BA), de la Primera B Metropolitana en ese entonces, quien luego llegaría a semifinales ganándole a equipos como River Plate, y goleando a Defensa y Justicia. Mantuvo el invicto en la Copa hasta la edición 2013/14, cuando cayó por 1 a 0 frente a Defensores de Cambaceres, de la Primera C.
El club tenía un convenio con el club Huracán Valencia de España, adonde anualmente enviaba algunos jugadores para que hagan experiencia en Europa.
Fuera del ámbito futbolístico, tiene una buena concurrencia de socios para otras actividades. Además, se encuentra incorporado a proyectos comunitarios, a través del Plan de Desarrollo Estratégico del Municipio de Morón.
En 2023 se consagró campeón por primera vez del Campeonato de Primera D al hacerse del segundo torneo, el cual a diferencia del primer torneo, fue consagrado campeón de la temporada. A pesar del título, obtuvo el ascenso debido a una reestructuración que le permitió el ascenso a todos los participantes. En 2024 competirá en la Primera C por primera vez.

## Historia

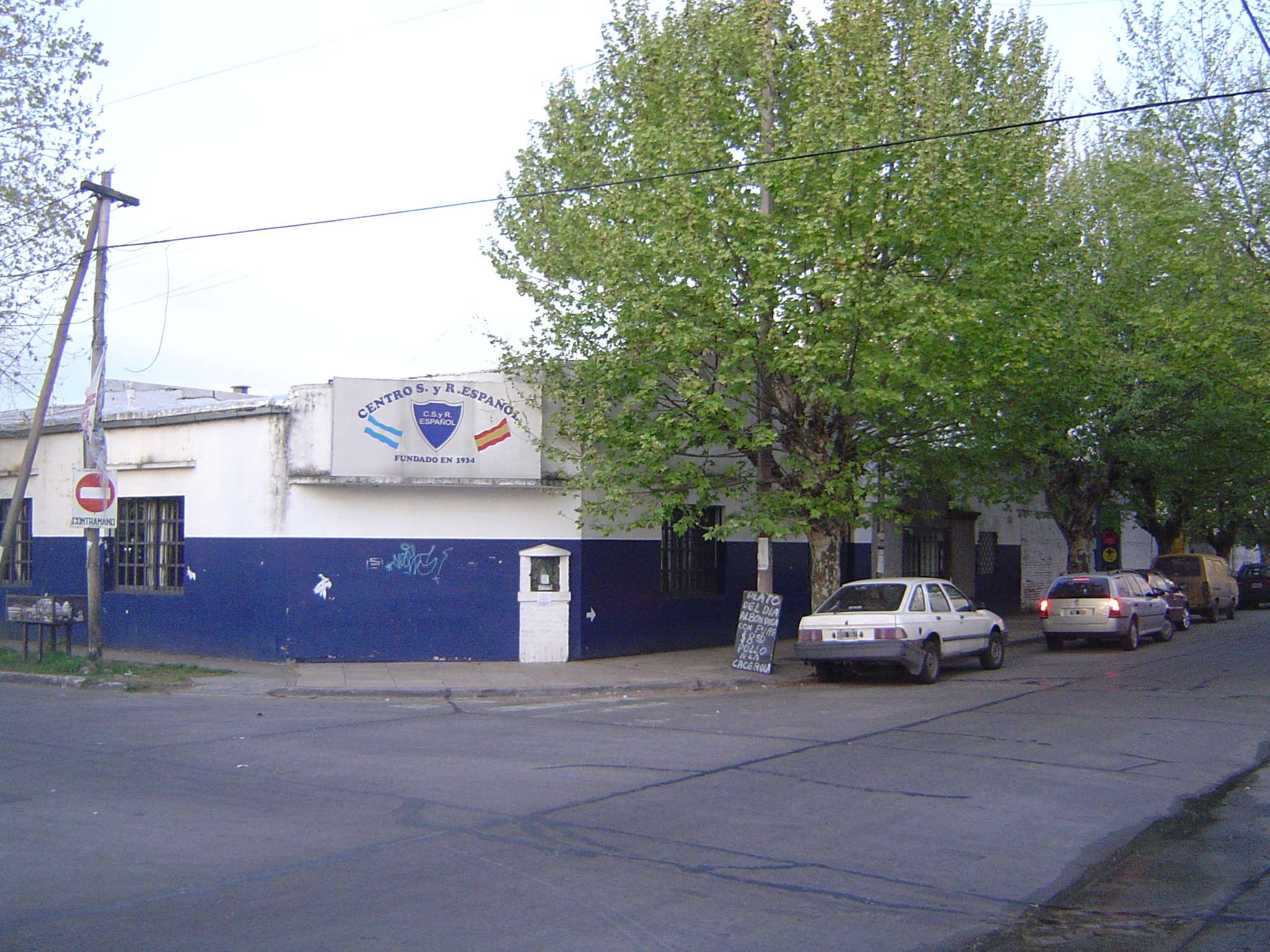
Sede del club.

Fue fundado el 24 de junio de 1934 por un grupo de entusiastas de la colectividad española, particularmente residentes en la zona de Haedo, entre los que se encontraban David González y Perfecto Martínez, con el objetivo de practicar deportes, no solo fútbol, sino diferentes actividades como básquet, vóley, pelota paleta y esgrima, entre otros.
Se afilió a la Asociación del Fútbol Argentino en 1959 y comenzó a participar en la Tercera División de Ascenso.
El club tuvo estadio propio en sus primeros años en la AFA en Haedo, pero a fines de la década de 1960 lo perdió, y desde entonces alquiló cancha para hacer de local.
Participó ininterrumpidamente en Primera D desde 1959 hasta el torneo 1988-89, cuando fue desafiliado por una temporada, lo que ocurrió en otras cuatro oportunidades: 1994-95, 2004-05, 2006-07 y 2015.
La primera oportunidad de ascenso la perdió en 1965, cuando disputó un desempate frente a General Mitre -ganador que ascendió a Primera C- y Piraña, en el Gasómetro.
Tras haber estado un año sin competir, Centro Español armó un equipo de cara a la temporada 2008/09 para lograr el ascenso. Sin embargo, quedó bastante lejos de lograr el objetivo tanto en ese como en los siguientes torneos, a pesar de un par de buenas campañas en los últimos años, con Mariano Fernández como director técnico.

### Gerenciamiento
En el año 2006, comenzó a circular el rumor de un posible gerenciamiento. Se acercaron varios grupos inversores, entre ellos Enrique Sacco quien quería llevar el club a Bolívar, pero no se llegó buen puerto con las negociaciones. Finalmente el club fue gerenciado por el empresario Sergio Sack y su equipo, quienes se comprometieron en 2010 a finalizar las instalaciones, incluido el estadio. Durante la etapa gerenciada, se armaron algunos planteles competitivos que concentraban en la casa quinta del gerenciador, lo que era algo poco frecuente para la categoría.
Sin embargo, el equipo no llegó a conseguir el ascenso y a mediados de 2014, la Comisión Directiva decidió cancelar el gerenciamiento por incumplimiento de contrato.

### Nueva etapa
En la nueva etapa sin administración privada, la Comisión Directiva se comprometió a construir la nueva sede del club, con cancha reglamentaria, vestuarios, administración, dos canchas auxiliares, pista de atletismo, canchas de hockey y canchas de baby. Dicha construcción fue a través de un convenio entre el Club y Procrear a través de la sesión de los derechos adquiridos por el Sr. Eduardo Lomolino que cedió al club dichos derechos y se comprometió a realizarla en el predio de Morón y con plazo de finalización entre los meses de diciembre de 2014 y enero de 2015. A pesar de ello,al día de la fecha no ha habido grandes avances al respecto, al menos en lo que respecta a las obras relativas al fútbol.
En la temporada 2015, El Gallego sacó solo 3 puntos en 30 fechas, producto de 3 empates y 27 derrotas, siendo una de sus peores campañas, lo que condenó al equipo a quedar desafiliado por una temporada. Al volver de la desafiliación en la temporada 2016-17, volvió a desafiliarse al perder 1-3 contra Victoriano Arenas, dos fechas antes del final del torneo. No obstante por medio de una resolución la AFA anuló el descenso de Centro Español considerando la poca cantidad de equipos participantes en la Primera D, por lo cual el club continuó participando en la última categoría del fútbol argentino. A partir de ese momento y hasta la actualidad, no ha vuelto a haber desafiliaciones en la categoría, con lo cual Centro Español es, por el momento, el último club en haber quedado desafiliado.

### Campeón del Apertura 2022 de la Primera D
El campeonato Apertura 2022 de la Primera D fue uno de los más curiosos disputados en la historia de la categoría. Con la participación de solamente 11 equipos Centro Español se coronó campeón por primera vez en su historia de un campeonato oficial de la AFA. Con un sólido equipo logró un hito futbolístico en sus 88 años de historia.
El partido consagratorio se jugó el 9 de julio de 2022 de la fecha 10 en la cancha de Defensores de Cambaceres en Ensenada. Empataron 1 a 1 y ese empate permitió que Centro salga campeón. La formación de Centro Español contaba con:
- Forgaral, Rosales, Gayoso, Larrosa y Alani, S.Gómez, Castañeda, Galván y Durso, Rouco y N. López
- Director técnico:Espinoza-Fukuoka.

Tabla de posiciones de la histórica campaña del Apertura 2022 de Centro Español
| Pos. | Equipo                   | Pts. | PJ | PG | PE | PP | GF | GC | Dif. |
| ---- | ------------------------ | ---- | -- | -- | -- | -- | -- | -- | ---- |
| 1.º  | Centro Español           | 19   | 10 | 5  | 4  | 1  | 14 | 5  | 9    |
| 2.º  | Muñiz                    | 17   | 10 | 4  | 5  | 1  | 10 | 7  | 3    |
| 3.º  | Defensores de Cambaceres | 16   | 10 | 4  | 4  | 2  | 13 | 9  | 4    |
| 4.º  | Argentino de Rosario     | 16   | 10 | 4  | 4  | 2  | 11 | 8  | 3    |
| 5.º  | Sportivo Barracas        | 15   | 10 | 4  | 3  | 3  | 10 | 7  | 3    |
| 6.º  | Central Ballester        | 15   | 10 | 4  | 3  | 3  | 8  | 12 | −4   |
| 7.º  | Yupanqui                 | 12   | 10 | 3  | 3  | 4  | 10 | 11 | −1   |
| 8.º  | Juventud Unida           | 12   | 10 | 3  | 3  | 4  | 10 | 13 | −3   |
| 9.º  | Lugano                   | 11   | 10 | 2  | 5  | 3  | 11 | 8  | 3    |
| 10.º | Deportivo Paraguayo      | 6    | 10 | 1  | 3  | 6  | 8  | 15 | −7   |
| 11.º | Mercedes                 | 6    | 10 | 1  | 3  | 6  | 7  | 17 | −10  |

|  | Ganador. Clasificado a la final por el título y el ascenso. |

No obstante en el siguiente torneo (Clausura 2022) Centro Español terminó último con solo 4 puntos producto de cuatro empates. Al haber ganado el Apertura a principios de año obtuvo el derecho de jugar una final con el equipo campeón del Clausura 2022 que fue Yupanqui. Luego de un empate cero a cero en cancha de Ituzaingó (donde Centro fue local) el partido definitorio se jugó en el nuevo reducto de Yupanqui en Ciudad Evita donde el local ganó 1 a 0 en tiempo suplementario y ascendió a la Primera C. De esta manera Centro Español perdió una chance histórica de lograr el ascenso en una categoría donde nunca pudo jugar.

### Victoria ante Tigre por Copa Argentina
El 8 de febrero de 2023, mientras el equipo disputaba la Primera D, venció en la instancia de 32.os de final de la Copa Argentina 2023 a Tigre de la Primera División en el Estadio Nuevo Francisco Urbano empatando 1 a 1 y logrando así el pase a la siguiente instancia a través de la tanda de penales. En los 16.os de final fue eliminado por Defensa y Justicia que lo derrotó por 1 a 0.

### Campeón Primera D 2023
El Campeonato de Primera D 2023 fue el último torneo de dicha categoría y el segundo título para Centro Español lo cual lo clasifica para la Copa Argentina 2024 en la cual enfrentara a Gimnasia y Esgrima La Plata.

#### Tabla de posiciones final
| Pos. | Equipo                   | Pts. | PJ | PG | PE | PP | GF | GC | Dif. |
| ---- | ------------------------ | ---- | -- | -- | -- | -- | -- | -- | ---- |
| 1.º  | Centro Español           | 40   | 20 | 12 | 4  | 4  | 38 | 24 | 14   |
| 2.º  | Argentino de Rosario     | 38   | 20 | 11 | 5  | 4  | 33 | 17 | 16   |
| 3.º  | El Porvenir              | 33   | 20 | 9  | 6  | 5  | 25 | 18 | 7    |
| 4.º  | Defensores de Cambaceres | 33   | 20 | 9  | 6  | 5  | 29 | 24 | 5    |
| 5.º  | Sportivo Barracas        | 25   | 20 | 6  | 7  | 7  | 14 | 18 | −4   |
| 6.º  | Mercedes                 | 25   | 20 | 6  | 7  | 7  | 18 | 24 | −6   |
| 7.º  | Muñiz                    | 23   | 20 | 6  | 5  | 9  | 19 | 27 | −8   |
| 8.º  | Juventud Unida           | 21   | 20 | 5  | 6  | 9  | 19 | 24 | −5   |
| 9.º  | Central Ballester        | 20   | 20 | 4  | 8  | 8  | 12 | 18 | −6   |
| 10.º | Lugano                   | 19   | 20 | 4  | 7  | 9  | 23 | 29 | −6   |
| 11.º | Deportivo Paraguayo      | 19   | 20 | 4  | 7  | 9  | 15 | 22 | −7   |

|  | Campeón. Clasificó a la Copa Argentina 2024. |

Previo al inicio del campeonato, la AFA había estipulado que fuese el último temporada de la Primera D, debido a que sus participantes serían incorporados a la Primera C a partir del siguiente campeonato. Por esto, el club volverá a participar en la cuarta categoría desde su última intervención en 1986 y por primera vez en la Primera C en 2024.

## Jugadores

### Mercado de pases 2025
- Actualizado el 19 de abril de 2025

#### Altas
| Jugador             | Posición         | Procedencia             | Tipo           |        |        |        |
| Verano              | Verano           | Verano                  | Verano         | Verano | Verano | Verano |
| ------------------- | ---------------- | ----------------------- | -------------- | ------ | ------ | ------ |
| Santiago Fleitas    | Director técnico | Deportivo Paraguayo     | Libre.         |        |        |        |
| Mehrbod Aflatouni   | Arquero          | AYSD-D1 Academy         | Libre.         |        |        |        |
| Agustín Forgaral    | Arquero          | Real Pilar              | Libre.         |        |        |        |
| Lucas Campenni      | Defensor         | Muñiz                   | Libre.         |        |        |        |
| Ian Cetrángolo      | Defensor         | Deportivo Morón         | Libre.         |        |        |        |
| Yahia Corvalán      | Defensor         | Almirante Brown         | Libre.         |        |        |        |
| Ezequiel Gayoso     | Defensor         | Liniers                 | Fin de cesión. |        |        |        |
| Pedro Ibarra        | Defensor         | Ferro Carril Oeste      | Libre.         |        |        |        |
| Lisandro Llarín     | Defensor         | Atlanta                 | Libre.         |        |        |        |
| Eros Medaglia       | Defensor         | Polisportiva Ossese     | Libre.         |        |        |        |
| Tomás Miguez        | Defensor         | Deportivo Español       | Libre.         |        |        |        |
| Enzo Pare           | Defensor         | Fénix                   | Libre.         |        |        |        |
| Rodrigo Candia      | Volante          | Argentino de Merlo      | Libre.         |        |        |        |
| Santino Capurro     | Volante          | Ferro Carril Oeste      | Libre.         |        |        |        |
| Emanuel Castañeda   | Volante          | Fénix                   | Libre.         |        |        |        |
| Lautaro Méndez      | Volante          | Vélez Sarsfield         | Libre.         |        |        |        |
| Lisandro Rinaldini  | Volante          | Júpiter de Massamagrell | Libre.         |        |        |        |
| Nicolás Serrano     | Volante          | Deportivo Merlo         | Libre.         |        |        |        |
| Lucca Sesano        | Volante          | All Boys                | Libre.         |        |        |        |
| Juan Cruz Severini  | Volante          | Comunicaciones          | Cesión.        |        |        |        |
| Nima Ahmari         | Delantero        | AYSD-D1 Academy         | Libre.         |        |        |        |
| Juan Carlos Álbarez | Delantero        | Huracán Ciclista        | Libre.         |        |        |        |
| Lucas Gallo         | Delantero        | Jorge Newbery de Junín  | Libre.         |        |        |        |
| Milton Gallo        | Delantero        | Atlas                   | Libre.         |        |        |        |
| Salvador Maestu     | Delantero        | General Lamadrid        | Libre.         |        |        |        |
| Emiliano Recanatti  | Delantero        | Viamonte de Los Toldos  | Libre.         |        |        |        |
| Ender Saravia       | Delantero        | Deportivo Internacional | Libre.         |        |        |        |
| Facundo Sarmiento   | Delantero        | Fénix                   | Libre.         |        |        |        |
| Agustín Vaccaro     | Delantero        | Academia Leloir         | Libre.         |        |        |        |
| Invierno            |                  |                         |                |        |        |        |
| Bandera de ?        |                  | Bandera de ?            |                |        |        |        |

#### Bajas
| Jugador              | Posición         | Destino                       | Tipo                   |        |        |        |
| Verano               | Verano           | Verano                        | Verano                 | Verano | Verano | Verano |
| -------------------- | ---------------- | ----------------------------- | ---------------------- | ------ | ------ | ------ |
| Matías Torres        | Director técnico | Ferrocarril Midland           | Rescisión de contrato. |        |        |        |
| Joaquín Blanco       | Arquero          | Málaga                        | Rescisión de contrato. |        |        |        |
| Rodrigo Fumo         | Arquero          | Estudiantes de Buenos Aires   | Fin de cesión.         |        |        |        |
| Ezequiel Gayoso      | Defensor         | Liniers                       | Cesión.                |        |        |        |
| Matías Gelpi         | Defensor         | Atlas                         | Fin de contrato.       |        |        |        |
| Ignacio Gómez        | Defensor         | Deportivo Español             | Fin de contrato.       |        |        |        |
| Eleazar Maciel       | Defensor         | Liniers                       | Fin de contrato.       |        |        |        |
| Enzo Martínez        | Defensor         | Deportivo Español             | Fin de contrato.       |        |        |        |
| Jorge Rosas Quintero | Defensor         | Sportivo Barracas             | Fin de contrato.       |        |        |        |
| Matías Acosta Roth   | Volante          | Estudiantes de Buenos Aires   | Fin de cesión.         |        |        |        |
| Sebastián Ferrario   | Volante          | Bandera de ?                  | Fin de contrato.       |        |        |        |
| Facundo Figueroa     | Volante          | Sportivo Barracas             | Fin de contrato.       |        |        |        |
| Emiliano Millamán    | Volante          | Juventud Unida                | Fin de contrato.       |        |        |        |
| Axel Romero          | Volante          | Deportivo Español             | Fin de contrato.       |        |        |        |
| Nahuel Santiago      | Volante          | Ituzaingó                     | Fin de contrato.       |        |        |        |
| Ramiro Teixeira      | Volante          | Estudiantes de San Luis       | Fin de contrato.       |        |        |        |
| Nicolás De Benedetti | Delantero        | Defensores de Cambaceres      | Fin de contrato.       |        |        |        |
| Román De Castro      | Delantero        | Bandera de ?                  | Fin de contrato.       |        |        |        |
| Franco Krikorian     | Delantero        | Bandera de ?                  | Fin de contrato.       |        |        |        |
| Salvador Maestu      | Delantero        | General Lamadrid              | Fin de cesión.         |        |        |        |
| Gonzalo Mercado      | Delantero        | Bandera de ?                  | Fin de contrato.       |        |        |        |
| Nicolás Nóbile       | Delantero        | Estudiantes Unidos de Pehuajó | Fin de contrato.       |        |        |        |
| Invierno             |                  |                               |                        |        |        |        |
| Bandera de ?         |                  | Bandera de ?                  |                        |        |        |        |

## Estadio
El primer estadio que tuvo el club se encontraba en la intersección de las calles Pepirí y Arana, en la localidad de Ramos Mejía. El predio era cedido por la Unión Obreros de la Industria Maderera y fue utilizado por el club entre fines de la década de 1950 y principios de la década de 1960.
El club tuvo estadio propio entre los años 1960 y 1970, en el predio delimitado por las avenidas Doctor Luis Güemes y Rivadavia (hoy llamada Juan Domingo Perón), en el cual actualmente se encuentra el Makro de Haedo. Sin embargo, perdió el terreno y nunca más logró recuperarlo ni conseguir otro en el cual volver a levantar su propia cancha: la famlia De Narváez, dueña de los Almacenes Tía, le quitó los terrenos con la promesa de darles otros a cambio pero nunca cumplió. En ese terreno se montó la tienda Casa Tía, que años más tarde se convertiría en un supermercado de la cadena Makro. Centro Español se quedó sin el terreno en el cual se encontraba su estadio y no recibió nada a cambio, quedándose sin cancha propia hasta la actualidad.
Al no tener estadio propio, hace de local en otras canchas. En la temporada 2017/18 hizo de local en el estadio del Club Atlético Lugano. Actualmente, juega en el Estadio Carlos Alberto Sacaan, propiedad del Club Atlético Ituzaingó.
En la actualidad esta construyendo su propio estadio en la ex base aérea de El Palomar.

## Datos del club
- Temporadas en Primera División: 0
- Temporadas en Primera B Nacional:0
- Temporadas en Primera B Metropolitana: 0
- Temporadas en Primera C: 1 (2024-)
- Temporadas en Primera D: 63 (1959-1988/89, 1990/91-1994/95, 1996/97-2004/05, 2006/07, 2008/09-2015, 2016/17-2023)
- Temporadas desafiliado: 5 (1989/90, 1995/96, 2005/06, 2007/08, 2016)[6]

##### Total
- Temporadas en Cuarta División: 28
- Temporadas en Quinta División: 35
- Participaciones en Copa Nacional: 4 (2011/12,[9] 2012/13,[10] 2013/14,[12] 2014/15).[26]

### Actividades
- Fútbol AFA
- Futsal
- Fútbol juvenil, que incluye actividades de inserción social[27]
- Básquetbol femenino y masculino para todas las edades[28]
- Baby fútbol
- Esgrima
- Pádel
- Pelota paleta
- Natación
- Vóleibol
- Bufet
- Salón de fiestas

## Palmarés

### Torneos nacionales
- Campeón Apertura 2022 de la Primera D
- Campeón segundo torneo , Campeonato de Primera D 2023
- Torneo Complemento Primera D 2022
- Juveniles C y D - Sexta División Copa Integración (Oficial AFA): 2011[7][8]

### Torneos internacionales
- BACup (torneo amistoso no oficial): 2014[29][30][31][32]

## Rivalidades
Su máximo rival es Ituzaingó por su ciudad vecina Ituzaingó. También mantiene rivalidad con Deportivo Paraguayo.También tuvo la última rivalidad con Yupanqui.

## Goleadas

### A favor
- En Primera D: 13-0 a Pilar en 1972

### En contra
- En Primera D: 0-8 con Defensores Unidos en 2002/03
- En Primera D: 2-7 con Claypole en 2016/17
- En Primera D: 2-5 con Claypole en 2018/19